# 宮城驍
宮城 驍（みやぎ たけし、1935年6月8日 - ）は、日本の空手家。沖縄県浦添市城間出身。沖縄小林流空手道協会範士十段。
沖縄小林流空手道協会第四代会長。沖縄伝統空手道振興会元副会長。沖縄県空手道連盟元会長・現顧問。浦添市城間3丁目7番14号にある宮城道場の創設者。兄は元浦添市長の宮城健一。
座右の銘・稽古理念は、「努力」「忍耐」「継続」「世界平和」。

## 略歴
空手を学んでいた父親に憧れ、高校3年生の時に空手を始める。琉球大学卒業後、教師になり定年まで中学校にて英語や社会科を教えた。
1953年（昭和28年）4月、首里高校空手クラブ入部（顧問は石川逢英）。
1954年（昭和29年）4月、高良繁に師事。
1955年（昭和30年）4月、金城兼盛（空真流）に師事。
1957年（昭和32年）7月、小林流宮平勝哉に師事。那覇市ひめゆり通りにあった道場を訪れ、その場で入門した。
1960年（昭和35年）7月、祖堅方範に師事。
1964年（昭和39年）8月、糸洲安恒顕彰碑除幕式で奉納演武。
1983年（昭和58年）7月、第9回全島体育祭で小林流代表で演武。
1995年（平成7年）、浦添市空手道連盟の立ち上げに関わり初代会長となる。
2002年（平成14年）4月、沖縄小林流空手道協会副会長に就任。
2004年（平成16年）3月、範士十段取得。
2010年（平成22年）4月、沖縄伝統空手道振興会副会長に就任。沖縄県空手道連盟会長に就任。
2011年（平成23年）10月、首里城御庭で奉納演武。
2012年（平成24年）12月、沖縄小林流空手道協会会長に就任。
2013年（平成25年）10月、沖縄空手道古武道功労賞受賞。
2015年（平成27年）11月、沖縄県文化功労者として表彰。
2020年（令和2年）10月には沖縄県内のスポーツ振興の分野にて功績を残したとして県功労者10人のうちの一人に選ばれ、玉城デニー知事より表彰を受けた。
現在（2020年）においても、道場を続けており、フィリピンやフランス、アメリカなど世界中から愛好家が訪れるほか、自らも指導のためブラジルやドイツなどに赴くなど、80歳を過ぎてもなお精力的に活動している。

## 人物
門下生であるJames H. Lilley は、著書の「Mr. Miyagi and Me」に、当時米兵だったLilleyが、1963年、タクシー運転手に宮城道場を紹介されて門をたたいてから、宮城に厳しく指導されながら、やがて生涯にわたる信頼関係が築かれていった半生を詳しく記している。
2017年、沖縄県豊見城市豊見城城址公園跡地に開かれた沖縄空手会館の開館を記念して発売された「沖縄空手会館落成記念」切手シートのモデル十人のうちの一人となった。
長女の宮城希美子は都内で鍼灸師をしており、フジテレビで放送されていたトーク番組「5LDK」第5回（2008年放送）にゲスト出演したことがある。